# 国見道路
国見道路（くにみどうろ）は佐賀県伊万里市から西松浦郡有田町を経て、長崎県佐世保市に至る国道498号のバイパス道路である。かつては、佐賀県道路公社および長崎県道路公社が管理する一般有料道路として供用されていたが、2007年（平成19年）11月30日をもって償還が完了したことで無料開放された。有料道路として供用されていたころはあじさいロードという愛称があった。

## 概要
国道498号の難所である栗ノ木峠直下を国見トンネルで結んでおり、この道路の開通によって冬季でも県境越えが可能になった。

### 路線データ
- 起点：佐賀県伊万里市二里町中里（二里大橋交差点）
- 終点：長崎県佐世保市潜木町大井原
- 全長：6.82 km

- 規格：第3種第3級
- 道路幅員：8.0 m
- 車線数：2車線
- 車線幅員：3.0 m
- 設計速度：40 km/h
- 事業費：49億9500万円

## 歴史
- 1977年（昭和52年）11月 - 供用開始
- 2007年（平成19年）11月30日 - 無料開放